# 샤를로테 비헤베레니
샤를로테 비헤베레니(덴마크어: Charlotte Wiehe-Berény, 결혼 이전의 성(姓): 한센(Hansen), 1865년 8월 28일 ~ 1947년 9월 4일)는 덴마크의 배우, 발레 무용수이다.
1874년 덴마크 왕립 발레학교에 입학했으며 1881년부터 1890년까지 덴마크 왕립극장 소속 발레 무용수로 활동했다. 코펜하겐 국민극장(Folketeatret), 카지노 극장(Casino) 소속 발레 무용수로 활동하던 동안에는 오페레타, 희극을 포함한 여러 연극 작품에 출연했다. 1940년에는 덴마크 정부로부터 과학 예술 훈장을 받았다.